# Ковача Вас
Ковача Вас (словен. Kovača vas) — поселення в общині Чрномель, Південно-Східна Словенія, Словенія. Висота над рівнем моря: 403,7 м.